# Vånå kyrka
Vånå kyrka är en medeltida kyrka i Vånå i landskapet Tavastland i Finland. Den är en gråstenskyrka och uppfördes i sekelskiftet mellan 1400- och 1500-talen. Vånå ingår numera i Tavastehus stad. Vånå är en av de äldsta socknarna i Tavastland. Den nuvarande stenkyrkan föregicks därför troligen av en eller flera träkyrkor. Den första uppgifterna om en kyrka i Vånå är från 1329, men socken antas gå tillbaka till 1200-talet.

## Kyrkobyggnad

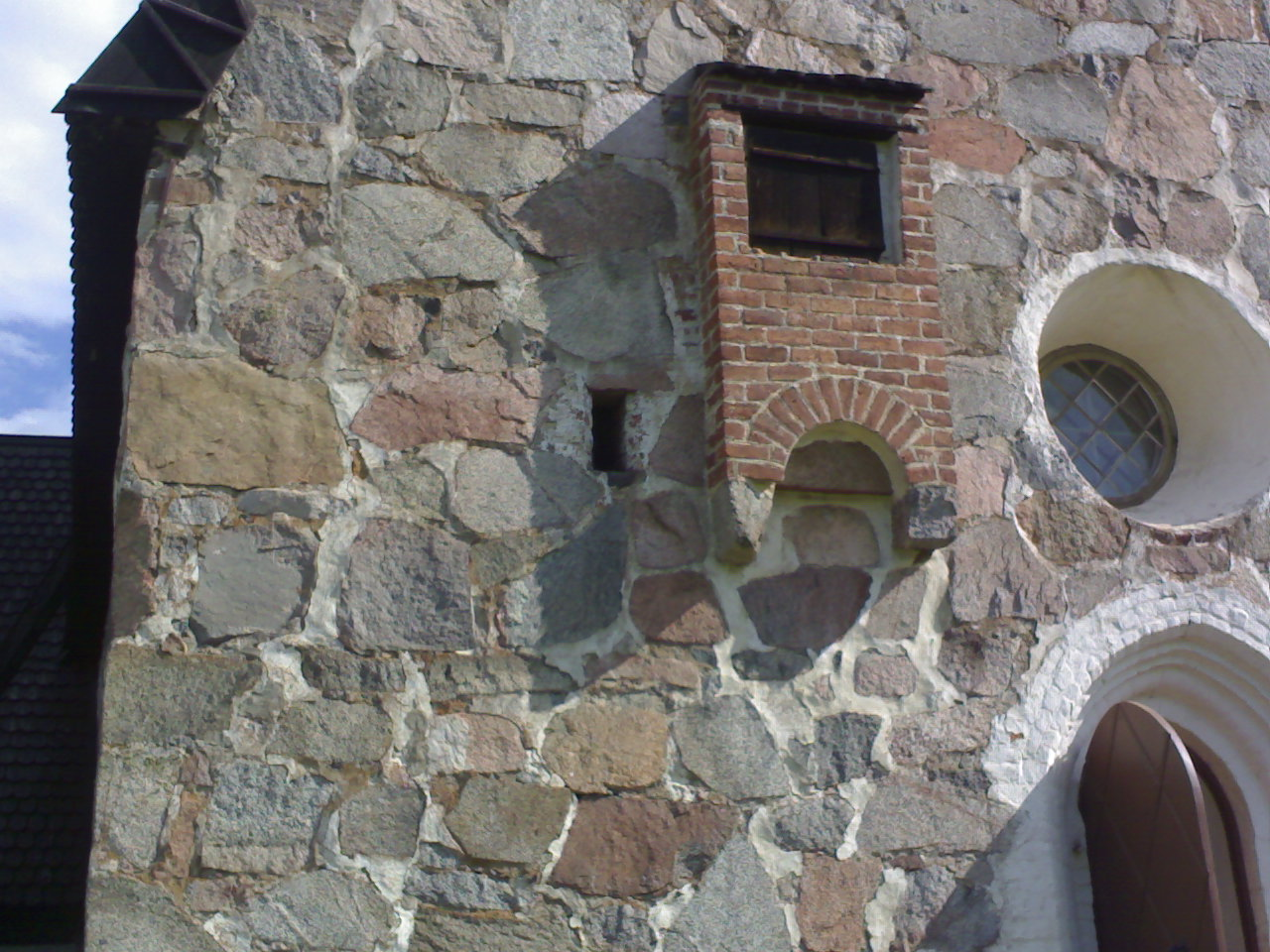
Utepredikstolen på den gamla medeltida gråstenskyrkans västra gavel.

Vånå kyrka hör till de minsta medeltida gråstenskyrkorna i Finland. Kyrkans storlek, de stora hörnstenarna, gavelornamenten i röd tegel och den utskjutande utepredikstolen på västra gaveln präglar intrycken av kyrkan. Denna utepredikstol når man via en gång inne i väggen under läktaren. Det är sällsynt i Finland att utepredikstolarna är bevarade.  De användes för att predika för en folkmassa som inte rymdes in i kyrkan eller som samlats till marknad utanför kyrkan. Idag används predikstolen för sitt ursprungliga ändamål när man firar den finska höskördefesten i slutet av juli eller början av augusti.
Stora och olikfärgade stenblock har använts för att bygga kyrkan, men rosa granit är den vanligaste stentypen. Stenarbete har utförts av skickliga hantverkare när stenarna kunnat fogas samman med ytterst litet fogbruk mellan stenblocken.
Kyrkan har ett skepp. Kyrkor från samma period har på grund av sin storlek ofta tre skepp. Kyrkan har ett relativt högt valv, som genomförts som ett så kallat ring- eller stjärnvalv. I den övre delen i öster finns två vapensköldar av kalksten, varav den ena har identifierats som  familjen Totts vapen.
Sakristian finns i norr. Den är troligen äldre än själva kyrkan. Vapenhuset på södra sidan är byggt mycket senare än själva kyrkobyggnaden. Kyrkan kan också ha uppförts i försvarssyfte eftersom fönstren var mycket små. Ursprungligen hade kyrkan bara tre små fönster varav två fanns på södra väggen. Det tredje lilla fönstret var placerat i öster vid altaret.

### Reparationer
Under århundradena har många reparationer gjorts. Kyrkan genomgick stora reparationer 1681 och 1789. På 1860-talet gjordes de största reparationerna. Då förstorades fönstren på den södra väggen och två helt nya fönster togs upp på den norra väggen. 1884 putsades kyrkan utvändigt och vitmålades invändigt. 1910 såldes kyrkans gamla bänkar på auktion och samtidigt fylldes grunden med grus och ett betonggolv göts. Gravarna under kyrkgolvet hade redan tömts tidigare. 
Den ursprungliga interiören ändrades igen på 1930-talet, då ett trägolv gjordes i kyrkan. Altarskåpet restaurerades och flyttades till sin tidigare plats, och de massiva gravstenarna på golvet var ordnade på båda sidor om kyrkans altare. Elvärme installerades i kyrkan först 1953.
Den sista reparationen i kyrkan gjordes 1984, då predikstolen flyttades till sin ursprungliga plats på kyrkans södra vägg och belysningen av kyrkan förnyades. De äldre kristallkronorna togs bort och ersattes med armaturer i modern 1980-tals stil.

## Artefakter
Kyrkobyggnadens interiör och dess föremål har förändrats betydligt oftare än själva byggnaden. Till en början fanns det inga bänkar i kyrkan, istället byggdes det altare för olika helgon. Dessa altaren togs bort med reformationen.
Inga väggmålningarna har påträffats i kyrkan. Kyrkan präglas dock av de tolv invigningskorsen runt kyrkorummet. Vid reparationerna 1984 upptäcktes några vägginskrifter daterade till 1700-talet. Årtalet 1769 finns antecknat på den södra väggen, vid takbandet  med en hänvisning till den andra versen i det 18:e kapitlet i Matteusevangeliet. När man öppnade det östra ändfönstret fann man en svensk text från det åttonde kapitlet i Amos bok : "Se, de dagar kommer, säger Herren, Herren, då jag ska sända en hungersnöd till landet: inte en hunger av bröd och inte en törst efter vatten, utan en hungersnöd efter att höra Herrens ord."
R. W. Ekmans altartavla har  placerats på södra väggen. Tavlan skildrar Jesu förklaring inför de tre lärjungarna. Altartavlan skänktes till kyrka och församlingen av ägaren till Kattinen herrgård, J. F. Lönnholtz på 1860-talet. Kyrkans tidigare predikstol från 1650-talet, har ersatts av en nygotisk predikstol från 1830-talet, som skänkts till kyrkan av ägaren till Äikäälä gods, H. J. Stephanus. Tidigare fanns också 16 helgonbilder, men de har donerats  till olika museer. Kvar finns  bara ett stort krucifix och skulpturerna föreställande den helige Sebastian och två apostlar. Av de överlåtna föremålen anses Vånå korset från 1200-talet vara en av de äldsta träskulpturerna i Finland. Krucifixet förvaras i Tavastehus slott.

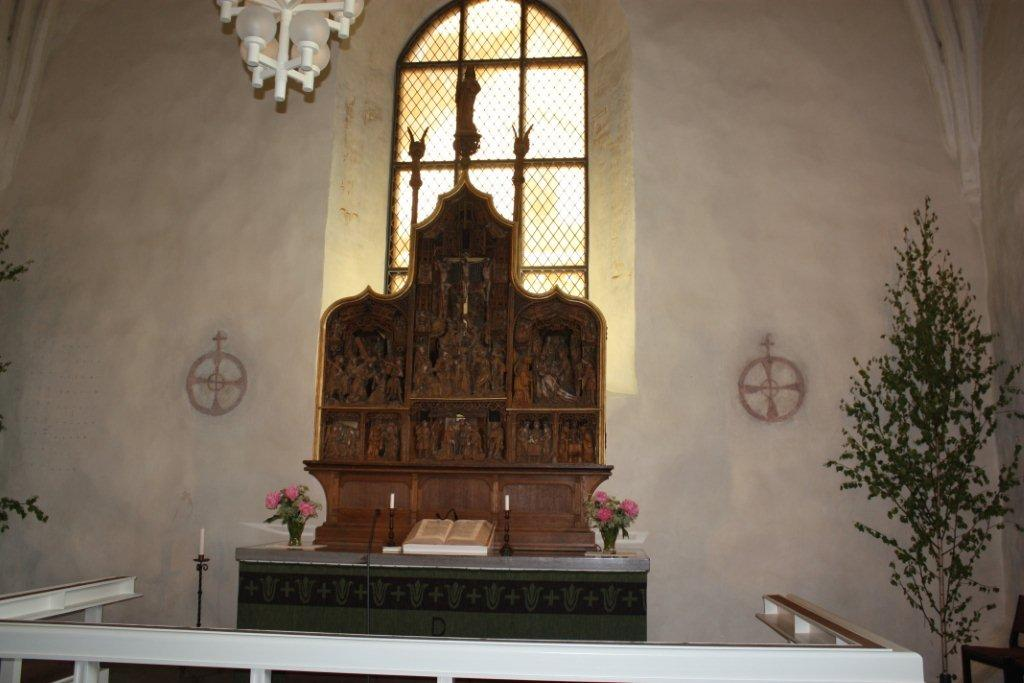
Altarskåpet.

Kyrkans tredelade altarskåp är  tillverkat på 1500-talet i Antwerpen i Flandern. Altarskåpet avbildar många personer i olika händelser. 1824 beslöt församlingen att ta bort alla föremål som påminner om den katolska tiden. Vinden ovanför vapenhuset kunde inte rymma alla föremål. Därför målades altarskåpet vitt och spikades fast i läktarskranket. Restaureringen av altarskåpet pågick mellan 1924 och 1933.

### Orglar
1875 skänkte JF Lönnholtz ett orgelharmonium till kyrkan. År 1895 köpte församlingen Tusby kyrkas gamla orgel, möjligen byggd av Carl Erik Böling, för 600 mark. Knappt ett decennium senare, 1904, 7 köptes en ny orgel för 500 mark. Den hade tretton stämmor med två manulaer och byggdes av Bror Axel Thulé (opus 182). 1959 ersattes den i sin tur av en 18-stämmig orgel (opus 651) byggd av Kangasala orgelfabrik. Detta instrument såldes 1988 till Lahtis fridsförening.

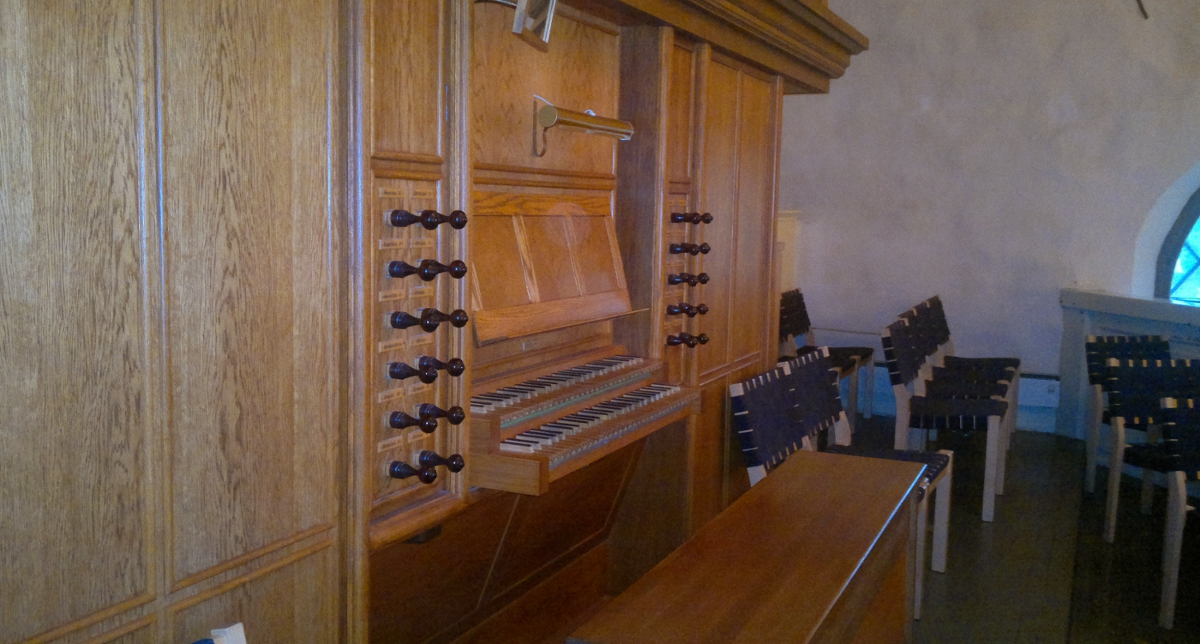
Spelbordet till Vanajakyrkans nuvarande 22-stämmiga barockorgel.

Idag har kyrkan en orgel i barockstil med 22 stämmor (opus 1062) byggd 1988 av Kangasala orgelfabrik.
Den  nuvarande orgeln har följande stämmor
- Bourdun 16´
- Rektor 8´
- Rörflöjt 8´
- Octawa 4' (Octava)
- Spetsflöjt 4´
- Octawa 2' (Octava)
- Sesquialtera
- Blandning
- Fagott 16´
- Trumpet 8'
- Rektor 8´
- Octawa 4' (Octava)

## Klockstapeln

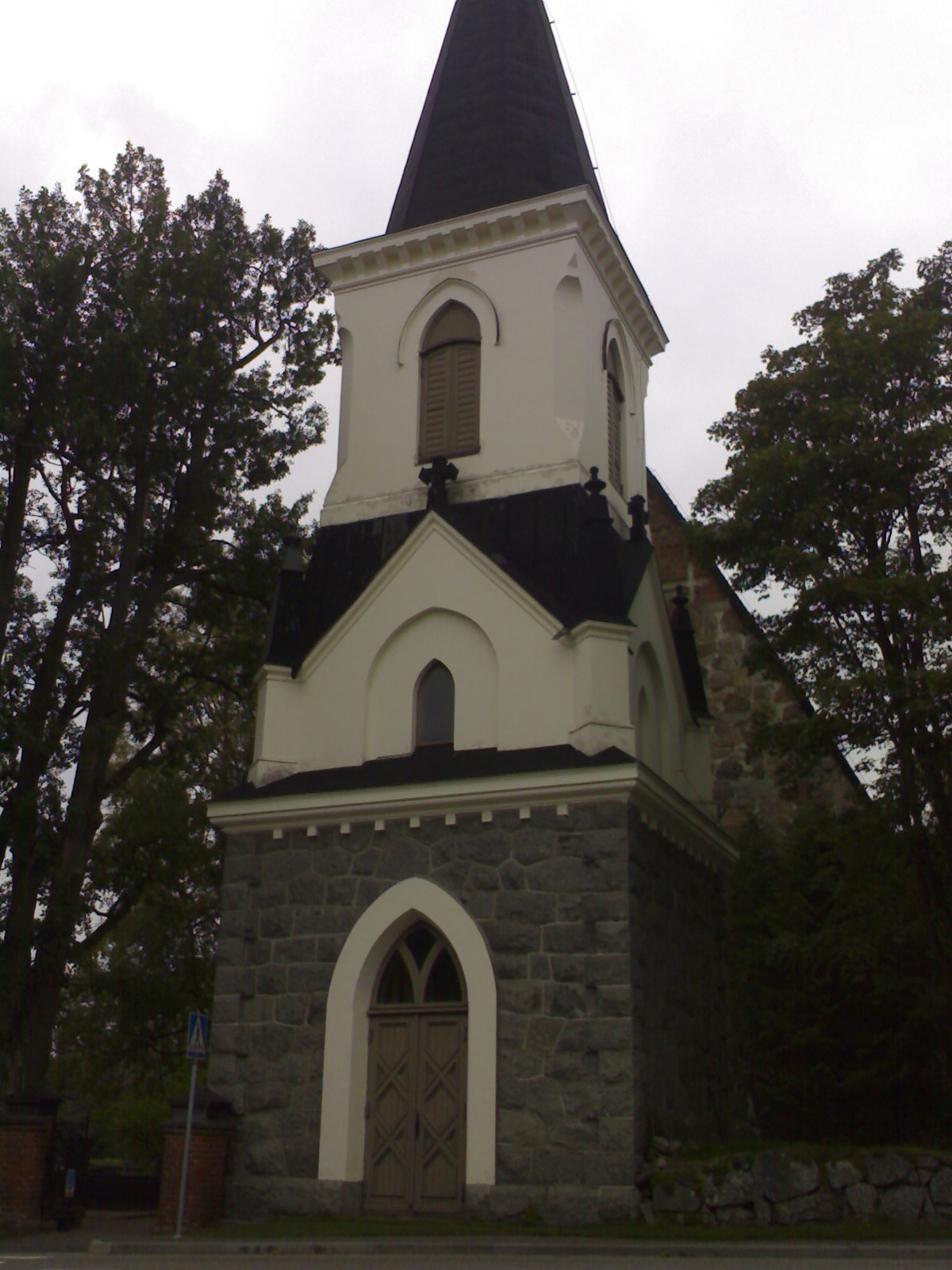
Klockstapeln vid Vånå kyrka, byggt 1895.

På ett tidigt fotografi från 1893 och i en samtida målning av Albert Edelfelt, finns kyrkans klockstapel på andra sidan vägen från själva kyrkan. Den gamla klockstapeln tros ha byggts på 1600-talet då den tavastländska stilen började användas. Klockstapeln var byggd av trä och fungerade även som socknens spannmålsförråd. På platsen för den nuvarande klockstapeln fanns då en byggnad som ingång till kyrkogården.
Den nuvarande klockstapeln ritades av arkitekt Josef Stenbäck och stod färdig 1895. Byggmästare Theodore Schreck från Tammerfors ansvarade för bygget. Dess kontraktspris var 11 250 mark och totalkostnaderna beräknades till 14 775 mark. Nedre delen är av grå granit och överdelen är putsad. Taket är av svartmålad plåt.
Stapeln har två kyrkklockor, en liten klocka och en stor klocka. Lillklockan gjutits 1745, och på dess sida finns inskriptionen "Gudi till ärä och Våno kyrcka till prudnad. Guten for thes bekostnad i Stokholm år 1745 af Gerh. Meyer." 
Den stora klockan är en senare och gjuten i Finland. Inskriptionen på finska lyder i svensk översättning Gjuten av M Svedberg i Malax, 1847, på Vånå sockens  bekostnad och under ledning av dess kyrkoherde och märkesmannen M. Churberg." En bild av kejsar Nikolaj I finns ovanför inskriptionen och på motsatt sida den fjärde versen av Psalm 100.

## Kyrkogård

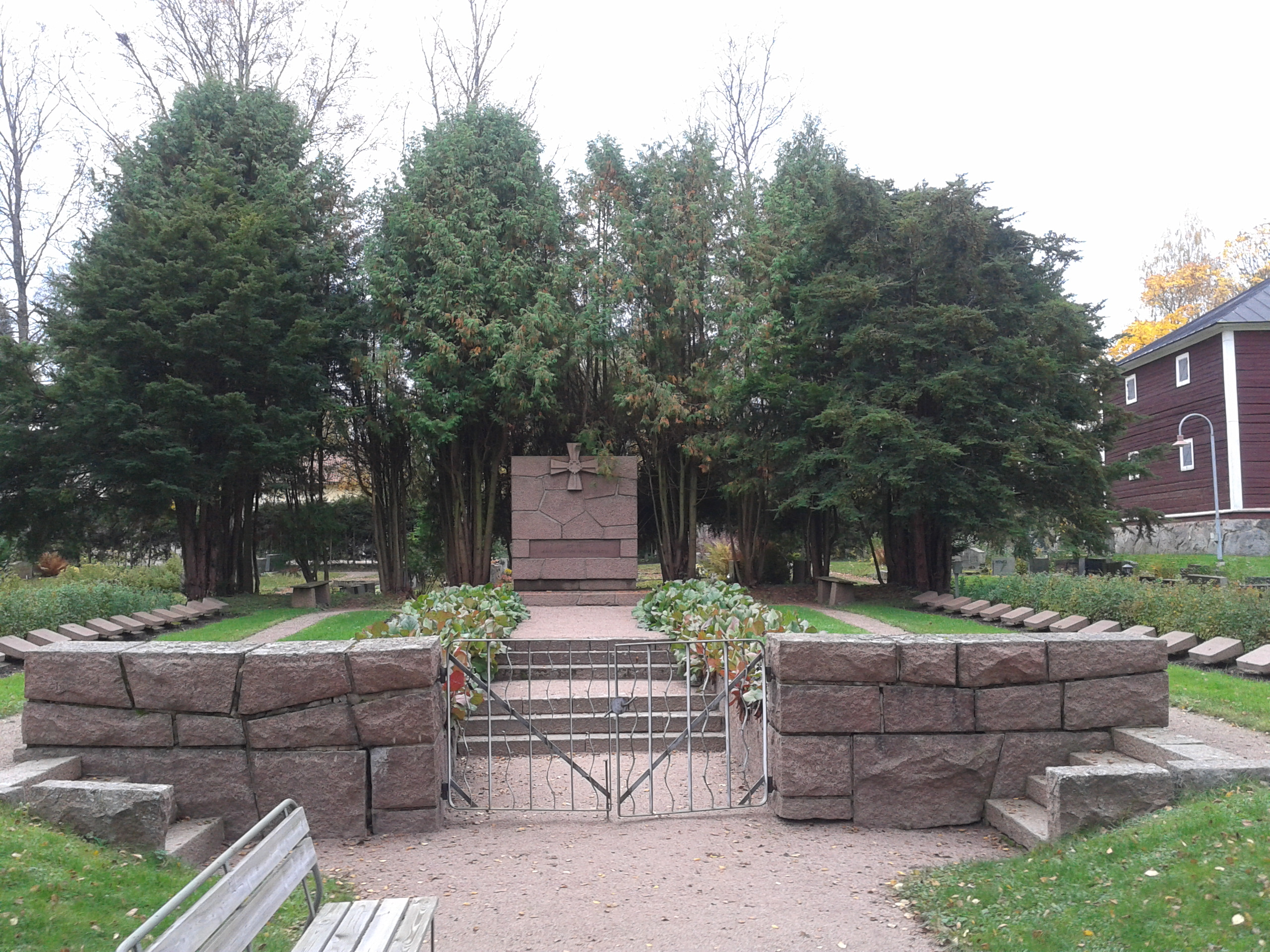
Vånå kyrkas hjältegravar sommaren 2012.

De döda begravdes ursprungligen under golvet i kyrkorummet. Endast de fattiga, inhysingar och torpare begravdes anonymt i massgravar utanför kyrkan. Begravningen i kyrkan var dyr och fick ofta ske i den familjegrav som redan reserverats för gården.
Vanligtvis byggdes gravarna av stock. Några var stenklädda kammare försedda med en tung stenplatta som lock. Tre sådana gravstenar har bevarats i Vånå. På norra sidan av altaret begravdes folket på den stora Harvila herrgård och särskilt herr Matts Larsson Kruus från Harviala. Bredvid låg graven för ägaren till herrgården Kattinen, vid namn Fulda, och hans hustru från 1687, och den tredje gravstenen är Nukar rusthålls familjegrav från 1766. Gravstenarna finns nu  på vapenhusets väggar.
Till en början var kyrkogården utanför kyrkan mycket liten När begravningar inne i kyrkan upphörde i slutet av 1700-talet utvidgades kyrkogården, eftersom till och med det nya gravvalvet för Harviala herrgård låg utanför kyrkogården. Senare utvidgades kyrkogården ytterligare på andra sidan vägen och utvidgning har skett i anslutning till den gamla kyrkogården.
Hjältegravarans minnesmärke avtäcktes den 10 juli 1949. Den är gjord av arkitekten Einari Teräsvirta.

## Ö-teorin
Många verk som publicerades på 1800- och 2000-talen nämner att området kring Vånå kyrka ursprungligen var en ö. Ön skulle fått landförbindelse 1857 till följd av att vattenståndet i Vånåstråten sänktes. Ön har kallats Vånåö eller Kyrkholmen. Men inga tidigare uppgifter finns som tyder på området skulle varit en ö. Det tidigaste kända omnämnandet av ö-teorin finns i en vetenskaplig artikel publicerad av Axel Heikel 1878, vars informationskälla kan ha varit folkskolläraren Kaarle Viktor Saarinen från Vånå. Under det högsta vårflödet kan området varit omflutet på alla sidor och detta kan ha gett upphov till teorin.